# جهاز بصري

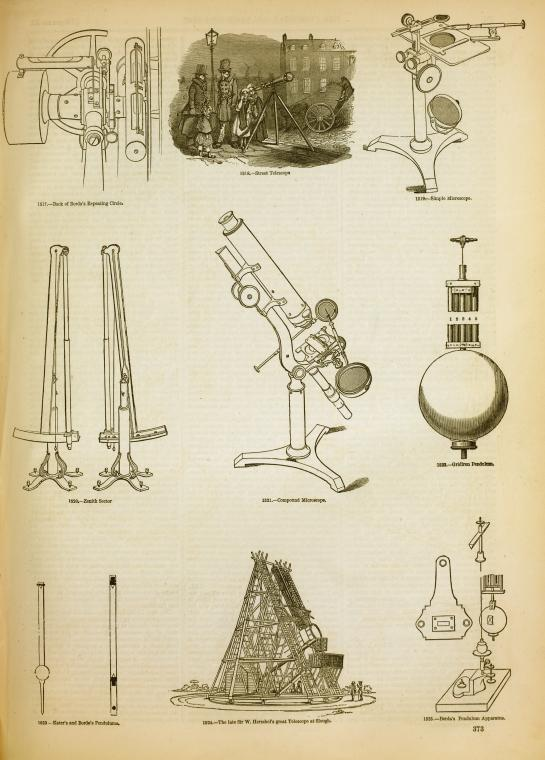

تستخدم الأجهزة البصرية ائتلافات من العدسات والمرايا لإنتاج نوع معين من الصورة ، مثل صورة أكبر مما تكون عليه عندما تشاهد بالعين المجردة تعرض الصفحات التالية بعضا من الأجهزة البصرية المختلفة

## المجاهر الضوئية
تستخدم المجاهر الضوئية لجعل الأشياء الصغيرة تبدو أكبر.وللمجاهر البسيطة ،مثل العدسة المكبرة ،عدسة واحدة فقط ،أما المجاهر المعقدة فتستخدم عدستين أو أكثر .ويكبر الجسم داخل المجهر الضوئي الركب بواسطة العدسة الجسمية أولا . ثم يكبر أكثر بواسطة عنوان وصلةالعدسة العينية التي تعطي الصورة النهائية. وتستطيع بعض المجاهير البصرية التكبير 2000 ضعف على الأكثر .

## مناظير الأفق
منظار الأفق (المئفاق )أنبوب قائم يوجد منشور في كل من طرفيه .والماشير أشكال زجاجية ذات سطحين منبسطين مائلين ومتزاويين .وهي تستخدم في المئفاق لعكس الضوء حول الزوايا ، مايسمح لك برؤية شيء فيما أنت بعيد تحته .مثال ذلك ،يستخدم المئفاق في الغواصات للنظر فوق سطح الماء

## المقاريب (التلسكوبات)
تستخدم المقاريب لجعل الأجسام البعيدة تبدو أقرب ، ومن ثم أكبر . وغالبا ما تستخدم لرصد النجوم وثمة نوعان رئيسيان منها : المقراب العاكس والمقراب الكاسر .
المقراب العاكسيستخدم مرآة لتجميع الضوء . ثم ينعكس الضوء على مرآة ثانية وتتركز الصورة أمام العينية التي تكبرها.
المقراب الكاسرويستخدم عدستين. تجمع العدسة الجسمية
الضوء لكنها لا تكبر الجسم ، على غرار المرآة في المقراب العاكس . ويتم التكبير بواسطة العينية.